# Záitegui
Záitegui (en euskera y oficialmente Zaitegi) es un concejo del municipio de Cigoitia, en la provincia de Álava, España. 

## Historia
A finales del siglo XII, Sancho VI de Navarra, el Sabio, hizo construir un castillo en el alto junto a la localidad, e instauró una tenencia del reino de Navarra para controlar el paso de Murguía.
Hacia mediados del siglo XIX, el lugar, ya por entonces perteneciente a Cigoitia, tenía contabilizada una población de 43 habitantes. Aparece descrito en el decimosexto y último volumen del Diccionario geográfico-estadístico-histórico de España y sus posesiones de Ultramar de Pascual Madoz con las siguientes palabras:

ZAITEGUI: l. del ayunt. de Cigoitia, en la prov. de Alava, part. jud. de Vitoria (2 1/4 leg.), aud. terr. de Búrgos, c. g. de las Provincias Vascongadas, dióc. de Calahorra (20). sit. entre cuestas cerca de las faldas del Gorbea; clima templado; reina el viento N. y se padecen constipados y pulmonias. Tiene 13 casas; igl. parr. dedicada á la Asuncion y servida por un beneficiado; una ermita (San Victor), y para surtido de la pobl. 2 fuentes de aguas comunes. El térm. confina N. Olano; E. Ondaitegui; S. Letona, y O. Jugo; comprendiendo dentro de su circunferencia un monte medio poblado de encinas. El terreno es delgado, pero de buena calidad; le atraviesa una regata formada de las vertientes del térm. caminos: la carretera de Vitoria á Bilbao, con 5 ventas: el correo se recibe de Vitoria. prod.: trigo, cebada, avena, patatas, habas, arvejas y legumbres; cria de ganado vacuno, caballar, lanar y cabrio; caza de liebres, perdices y tordas. pobl.: 11 vec., 43 alm. contr.: con su ayuntamiento. Tuvo en lo ant. este pueblo un fuerte cast. que lo dominaba y del que aun se conservan vestigios. Fue tomado por Alfonso VIII de Castilla; y tuvo sus alcaldes ó gobernadores militares: D. Furtado de Avila que lo era en 1192 firmó el fuero de Larraun. D. Iñigo Lopez de Mendoza suscribia en 1194 y 1195 con igual título.
(Madoz, 1850, p. 449)

En 2022, tenía empadronados 42 habitantes.

## Demografía
| Gráfica de evolución demográfica de Záitegui entre 2000 y 2017 |
|                                                                |
| Población de derecho según los censos de población del INE.    |

## Patrimonio
Hay en el concejo una iglesia de la Asunción y una ermita de San Víctor, construida esta sobre los restos del castillo de Záitegui.